# Крыкнарат (приток Ря)
Крыкнарат — река в России, протекает по Белебеевскому району Республики Башкортостан. Устье реки находится в 40 км по правому берегу реки Ря. Длина реки составляет 13 км, площадь водосборного бассейна 43,9 км².

## Данные водного реестра
По данным государственного водного реестра России относится к Камскому бассейновому округу, водохозяйственный участок реки — Ик от истока и до устья, речной подбассейн реки — бассейны притоков Камы до впадения Белой. Речной бассейн реки — Кама.
По данным геоинформационной системы водохозяйственного районирования территории РФ, подготовленной Федеральным агентством водных ресурсов:
- Код водного объекта в государственном водном реестре — 10010101312111100027872
- Код по гидрологической изученности (ГИ) — 111102787
- Код бассейна — 10.01.01.013
- Номер тома по ГИ — 11
- Выпуск по ГИ — 1